# سترمووو
سترمووو (به بلغاری: Stremovo) یک منطقهٔ مسکونی در بلغارستان است که در شهرستان کاردژالی واقع شده‌است.